# New Meadows
New Meadows és una població dels Estats Units a l'estat d'Idaho. Segons el cens del 2000 tenia 533 habitants.

## Demografia
Segons el cens del 2000, New Meadows tenia 533 habitants, 208 habitatges, i 143 famílies. La densitat de població era de 420 habitants/km².
Dels 208 habitatges en un 34,6% hi vivien nens de menys de 18 anys, en un 57,7% hi vivien parelles casades, en un 7,7% dones solteres, i en un 30,8% no eren unitats familiars. En el 24,5% dels habitatges hi vivien persones soles el 7,2% de les quals corresponia a persones de 65 anys o més que vivien soles. El nombre mitjà de persones vivint en cada habitatge era de 2,56 i el nombre mitjà de persones que vivien en cada família era de 3,08.
Per edats la població es repartia de la següent manera: un 29,1% tenia menys de 18 anys, un 6,2% entre 18 i 24, un 30,8% entre 25 i 44, un 24% de 45 a 60 i un 9,9% 65 anys o més.
L'edat mediana era de 36 anys. Per cada 100 dones de 18 o més anys hi havia 140,1 homes.
La renda mediana per habitatge era de 28.500 $ i la renda mediana per família de 31.042 $. Els homes tenien una renda mediana de 30.000 $ mentre que les dones 14.500 $. La renda per capita de la població era d'11.884 $. Aproximadament el 16,2% de les famílies i el 16,4% de la població estaven per davall del llindar de pobresa.

## Poblacions més properes
El següent diagrama mostra les poblacions més properes.